# Nassarius biendongensis
Nassarius biendongensis is een slakkensoort uit de familie van de Nassariidae. De wetenschappelijke naam van de soort is voor het eerst geldig gepubliceerd in 2003 door Kool.